# Nicolas Chuquet

Nicolas Chuquet

Nicolas Chuquet (n. 1445 sau 1455 la Paris - d. 1488 sau 1500 la Lyon) a fost un matematician francez.
A inventat notații proprii pentru concepte algebrice ca ridicarea la putere.
Se pare că a fost printre primii matematicieni care au utilizat numere negative ca exponent.
Deși inițial a studiat medicina, ulterior a devenit un mare algebrist.
A activat la Lyon, mare centru comercial, unde exista o colonie de italieni.
A fost un pedagog care stăpânea bine cunoștințele matematice ale epocii, un gânditor original și creator de concepții noi, generalizatoare.
Cea mai valoroasă scriere a sa este Triparty en la sciences des nombres (1484), manuscris în franceză, care a fost regăsit abia în 1880 când a fost publicat.
Tratatul se remarcă prin nivelul și bogăția temelor ca și prin terminologia adoptată.
Este compus din trei părți care privesc: teoria numerelor, numerele iraționale și teoria ecuațiilor.
Ideile acestui manuscris au fost popularizate prin François-Étienne de La Roche.
Lucrarea a furnizat o schemă rudimentară relativ la noțiunea de logaritmi.